# Орсини, Фульвио
Фульвио Орсини (11 декабря 1529, Рим — 18 мая 1600, там же) — итальянский религиозный деятель, гуманист, историк, антиквар, научный писатель, каноник в Риме.

## Биография
Будучи незаконнорождённым сыном представителя ветви Муньяно рода Орсини, Фульвио никогда не был официально признан членами своего знаменитого рода. С 1539 года он был алтарным мальчиком при церкви св. Иоанна Латеранского, где благодаря своим интеллектуальным способностям быстро добился назначения каноником и был представлен семье Фарнезе. С 1544 года Фульвио Орсини уже находился «на иждивении» семьи кардинала Алессандро, хотя служил первоначально кардиналу Рануччо в качестве библиотекаря и к 1555 году стал влиятельным человеком. После смерти Рануччо служил библиотекарем у Алессандро и был также куратором коллекций, а выйдя на пенсию, доживал свой век на втором этаже дома кардинала. Считался одним из крупнейших антикваров своего времени.

## Коллекции
Его коллекции и библиотека были до такой степени известны в Европе, что всякий образованный иностранец, приезжавший в Рим, считал своим долгом осмотреть их. Ныне собрание картин Орсини по большей части находится в неаполитанском музее Каподимонте (самые знаменитые — портреты пап Павла III, Тициана, Климента VII, Себастиано дель Пьомбо). В нумизматике Орсини слыл первым знатоком своего времени. Немало обязана Орсини и эпиграфика (200 надписей из его коллекции изданы в сборнике Я. Грутера 1602 года). Главная заслуга Орсини — собрание ценных рукописей, завещанных им Ватиканской апостольской библиотеке. Из этого собрания наиболее известны кодекс «Bembinus» Теренция IV—V столетий (одна из самых древних латинских рукописей) и отрывки из Вергилия (также IV—V веков) с 50 древними рисунками. Из греческих рукописей Орсини наиболее известен отрывок из Дюна Кассия, написанный ранее IX века. Кроме того, Орсини собрал несколько автографов Петрарки (например, часть знаменитого Canzoniere), a также часть рукописей из богатой коллекции этого поэта. Общее число рукописного собрания Орсини превышает четыреста наименований. Благодаря сочинению «Imagines et elogia virorum illustrium» (1570) Орсини называли «отцом древней иконографии», а его работа «Familiae Romanae» (1577) положила начало изучению консульских монет.